# Påklædningsdukke
En påklædningsdukke er en dukke lavet af papir/karton. Påklædningsdukker skal ofte klippes ud af et ark papir sammen med tilhørende beklædningsgenstande. De forskellige beklædningsgenstande er forsynet med papirflapper, som kan bøjes og derved holde beklædningsgenstanden fast på dukken. Langt de fleste påklædningsdukker er fra tiden 1900-1970 og piger. De forskellige beklædningsgenstande er ofte inspireret af modetøj fra en pågældende tid.
Oprindeligt var påklædningsdukkerne en overgangsform imellem modedukker og modeblade i Frankrig omkring 1830. Disse modedukker havde i nogle tilfælde både forside og bagside.